# شينسيغاي
شينسيغاي (بالإنجليزية: Shinsegae) (الكورية: 신세계) هي شركة تجارة تجزئة كورية جنوبية، ومقرها في سيول. اسم شينسيغاي يعني حرفيا العالم الجديد باللغة الكورية. كان متجرها الرئيسي في بوسان.

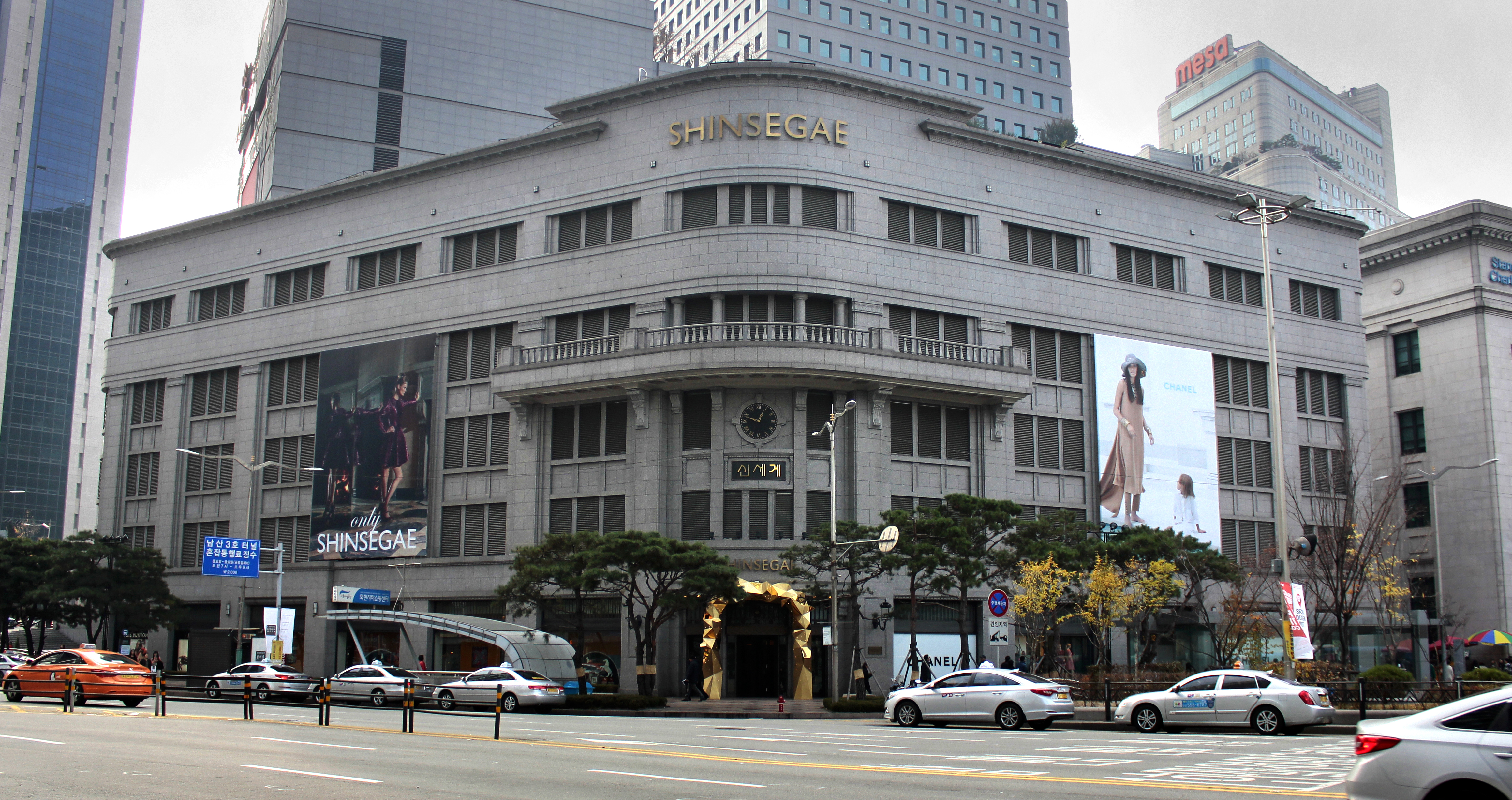
المتجر الرئيسي في سيول

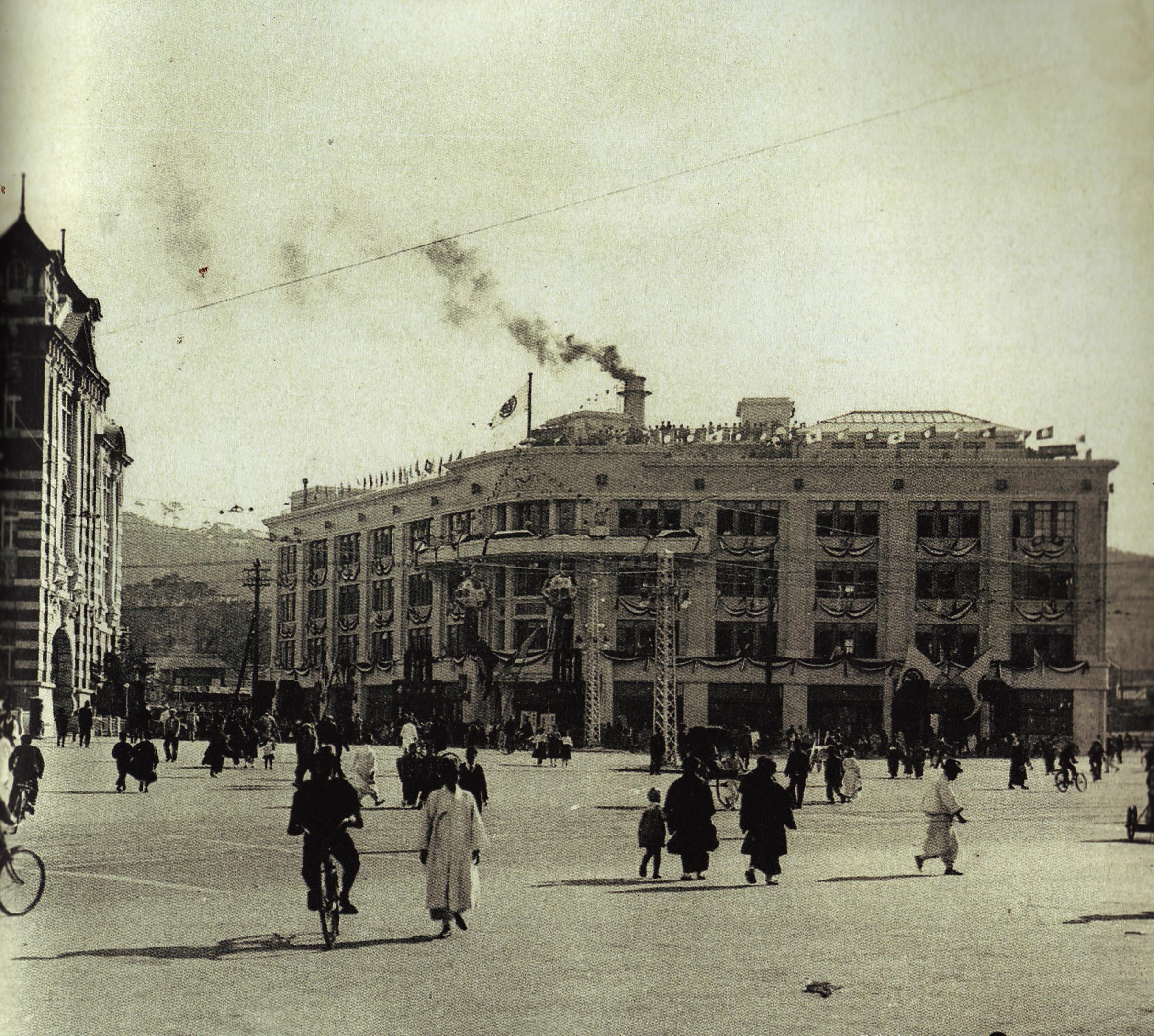
المتجر الرئيسي في سيول في الفترة الاستعمارية اليابانية ، عندما كان فرعًا من ميتسوكوشي طوكيو

فرع جوانجو

## روابط خارجية
- الصفحة الرئيسية نسخة محفوظة 16 مايو 2011 على موقع واي باك مشين.
- شينسيغاي : السياحة الرسمية بمدينة سيول